# 花旗球場

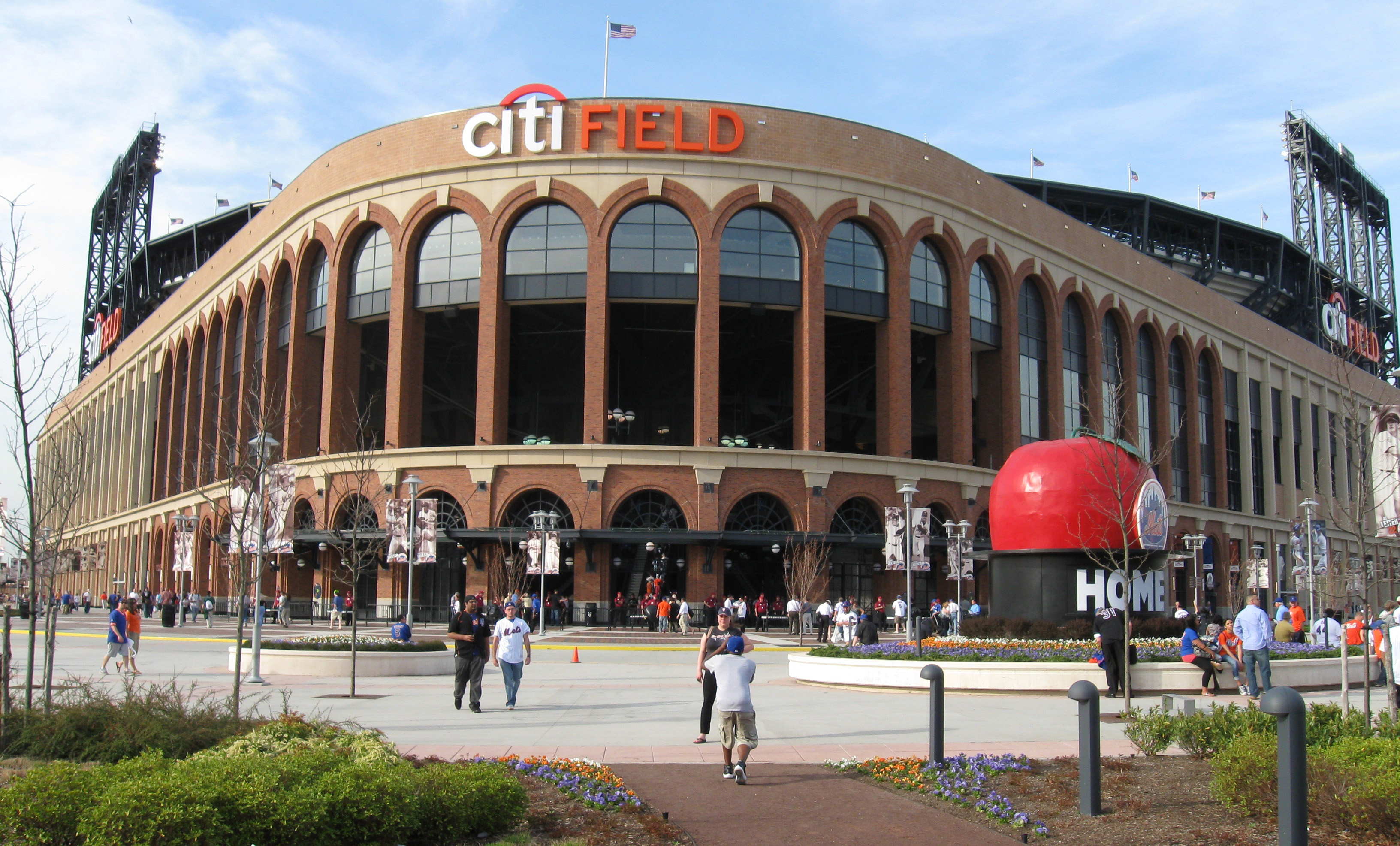
球場入口處

花旗球場（英語: Citi Field）是一座位於美國紐約市皇后區的棒球場，現在為美國職棒大聯盟（MLB）紐約大都會隊的主場。這座體育場啟用於2009年，取代了1964年啟用的謝亞球場。體育場的外觀設計模擬自曾經在紐約的布魯克林道奇隊主場艾比茲球場（Ebbets Field）。由花旗集團（Citigroup）取得冠名權，每年2000萬美元。
球場啟用之初，因全壘打牆距離較遠，讓大都會隊的全壘打數下滑，因此球團在2013年特地修正了全壘打牆的距離，將左外野從371英呎下修到358，右中外野415到398，右外野則自378小降至375英呎。
2013年球季，美國職棒大聯盟明星賽於花旗球場舉行，是大都會隊自1964年以來再次舉辦明星賽。
|  |

## 特色

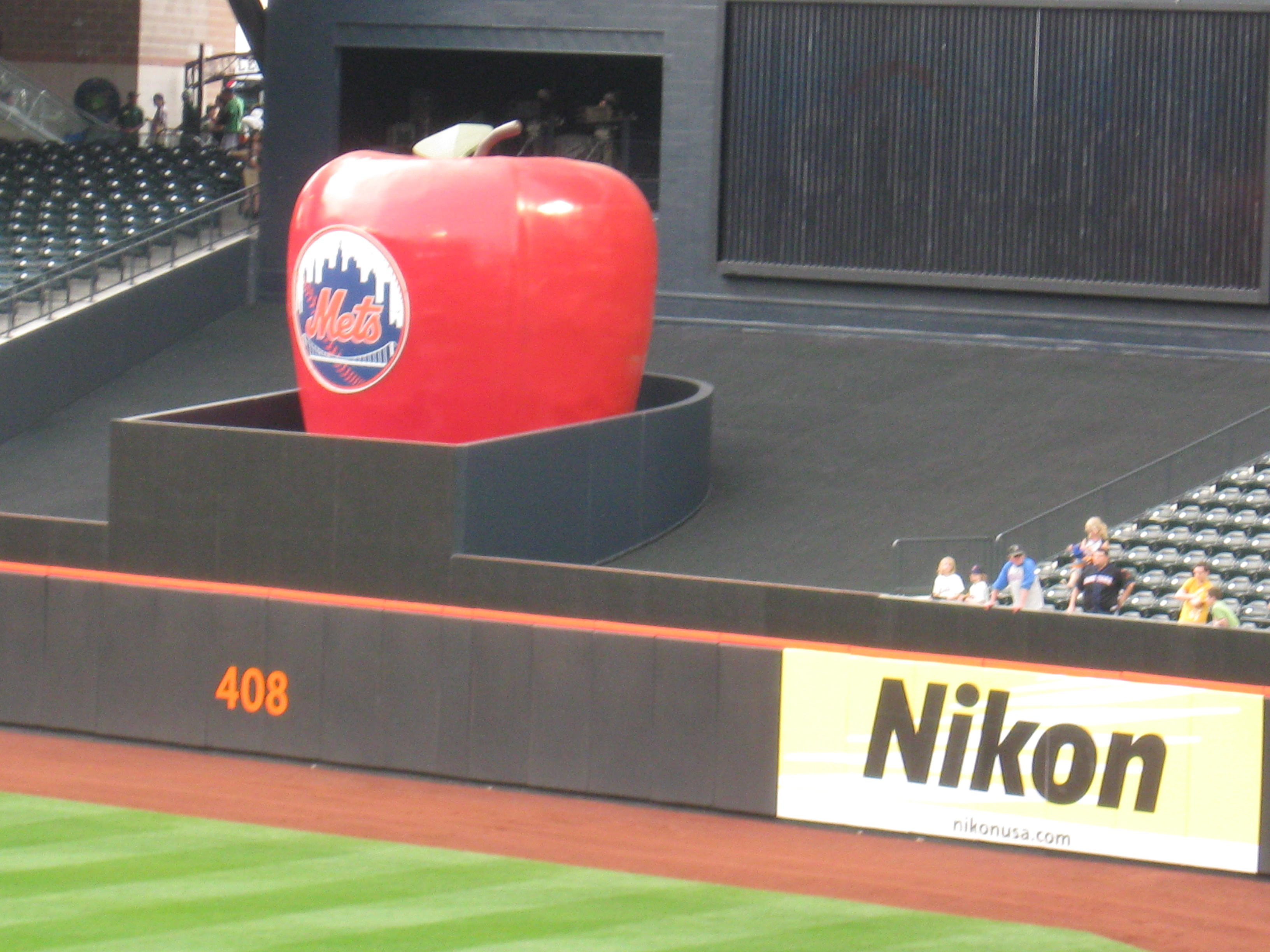
"Big Apple"

紐約市有『大蘋果』的暱稱，當大都會球員擊出全壘打時，一個印有隊徽的巨大蘋果模型便會從中外野升起，這項特色是延續謝亞球場時期的傳統。
花旗球場本壘後方的主要入口，球團規劃了傑基·羅賓森中庭（Jackie Robinson Rotunda）以紀念這位對大聯盟有重要意義的選手；同時，花旗球場也規劃了名人堂，表彰曾為大都會隊貢獻的人物，大都會的吉祥物大都會先生（Mr. Mets）也是要角之一。

## 外部連結
- 大都會隊官網之球場介紹 （页面存档备份，存于） （英文）